# Anton Geist
Anton Geist er en dansk journalist og journalistisk chefredaktør på Dagbladet Information.
Geist er kandidat i litteraturvidenskab fra Københavns Universitet 2001–2007 og sammenlignende litteratur på Ludwig-Maximilians-Universität München 2004–2005.
Siden 2008 har han været tilknyttet Information, hvor han tidligere var indlandsredaktør.
Som journalist har Geist bl.a. været med til at afsløre Instrukssagen, der endte med, at Inger Støjberg i Rigsretten blev idømt 60 dages ubetinget fængsel. Han har sammen med Henrik Moltke, Sebastian Gjerding og den amerikanske journalist og dokumentarist Laura Poitras afsløret samarbejdet mellem Forsvarets Efterretningstjeneste og den amerikanske efterretningstjeneste NSA om at overvåge fiberkabler. Han har også dækket Brorsons Kirke-sagen, afdækket fangemishandling i Irak og med Ulrik Dahlin afsløret Statsløse-sagen.
I 2008 påviste han at Christopher Arzrouni havde plagieret dele af en amerikansk anmeldelse af Naomi Kleins bog Chokdoktrinen.
Sammen med sin bror Esben Geist har Anton Geist skrevet bogen De afviste, og sammen med Lasse Skou Andersen og Sebastian Abrahamsen har han skrevet bogen Genopdragelsen.
Geist har modtaget Berlingske Journalisters Pris, Prisen for Fremragende Undersøgende Journalistik i aviskategorien og i bogkategorien samt Cavling-prisen. Hans kollegaer fra Information indstillede ham til 2009 Cavling-prisen.
Året efter indstillede Christian Jensen Geist sammen med 5 andre fra Information til 2010 Cavlingprisen for dækningen af de såkaldte war logs.
Igen i 2011 var Geist indstillet til Cavling-prisen, da for den afdækning af statsløse-sagen han havde gennemført med Ulrik Dahlin.
Ikke mindre end 6 indstillinger pegede på de to,
og de vandt da også prisen.